# Ла-Дефанс (станція метро)
«Ла-Дефанс» (також використовується довга форма «Ла-Дефанс — Гранд-Арш», фр. La Défense - Grande Arche) — кінцева станція лінії 1 паризького метрополітену. Названа за місцерозташуванням у центрі ділового кварталу Дефанс під його Великою аркою.

## Історія
- Станція відкрилася 1 квітня 1992 року в кінці пускової черги Ля-Дефанс — Пон-де-Неї, побудованої з метою розвантаження RER A.
- Станція початково називалася «Ля-Дефанс», потім «Гранд-Арш-де-Ля-Дефанс», і зрештою стала називатися «Ла-Дефанс» з уточненням «Гранд-Арш».
- Пасажиропотік станції за входом в 2004 році оцінювався STIF у 12,81 мільйонів пасажирів.[1]. Згідно зі статистикою RATP, у 2012 році на станцію увійшли 13968642 людини[2], а в 2013 році пасажиропотік зріс до 14275382 осіб (9 місце за рівнем вхідного пасажиропотоку в Паризькому метро)[3]
- У рамках автоматизації лінії 1 на станції встановлені автоматичні платформні ворота.

## Перспективи
У 2020-х роках планується спорудження пересадкового вузла на лінію 15, будується в рамках проекту «Grand Paris Express», глибина закладення складе 37 метрів. Керівництво архітектурним проектом здійснює Жан-Мішель Вільмот.

## Колійний розвиток
За станцією розташований двоколійний оборотний тупик, який може використовуватися і для відстою рухомого складу.

## Галерея

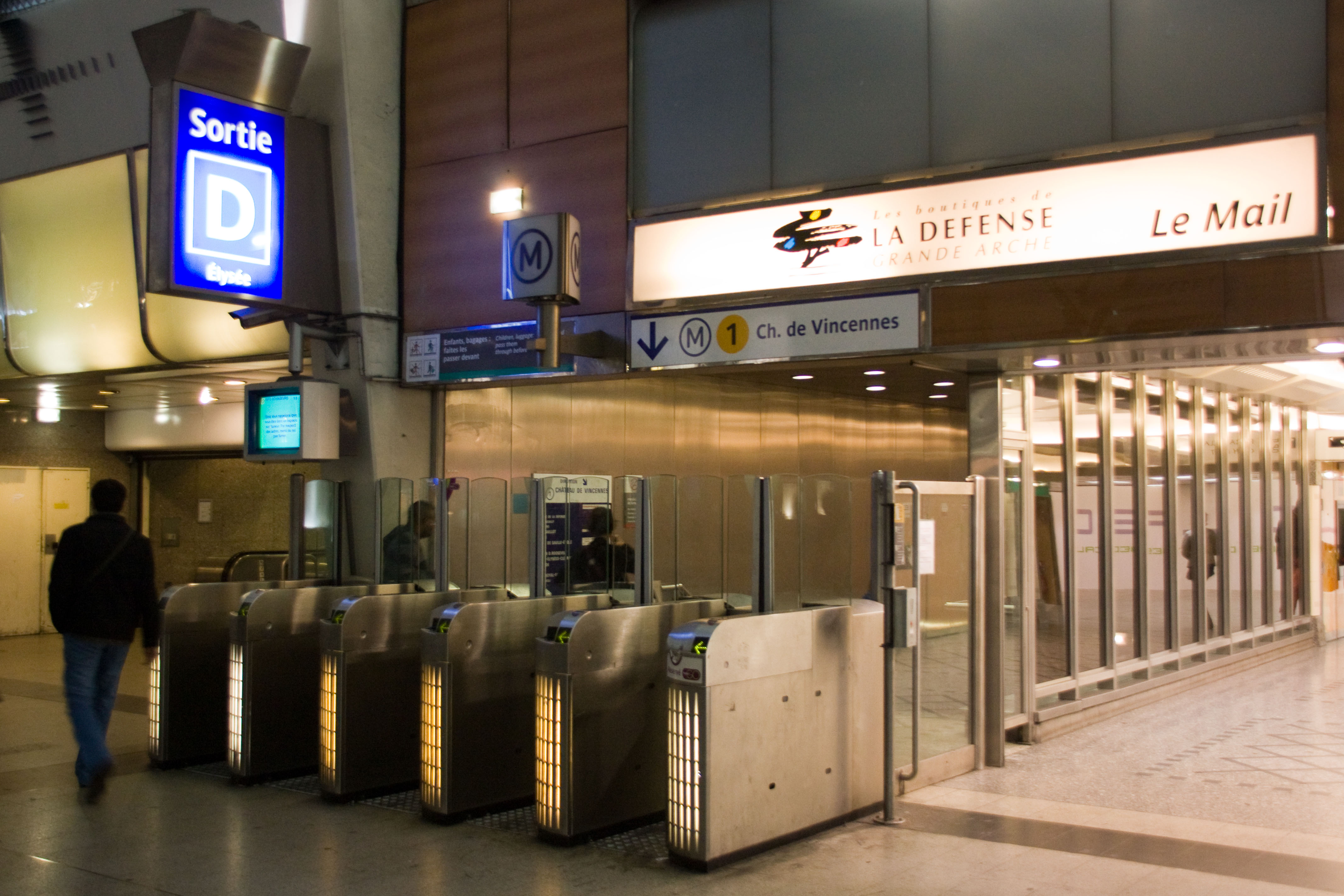
Касовий зал (вестибюль D) та турнікети
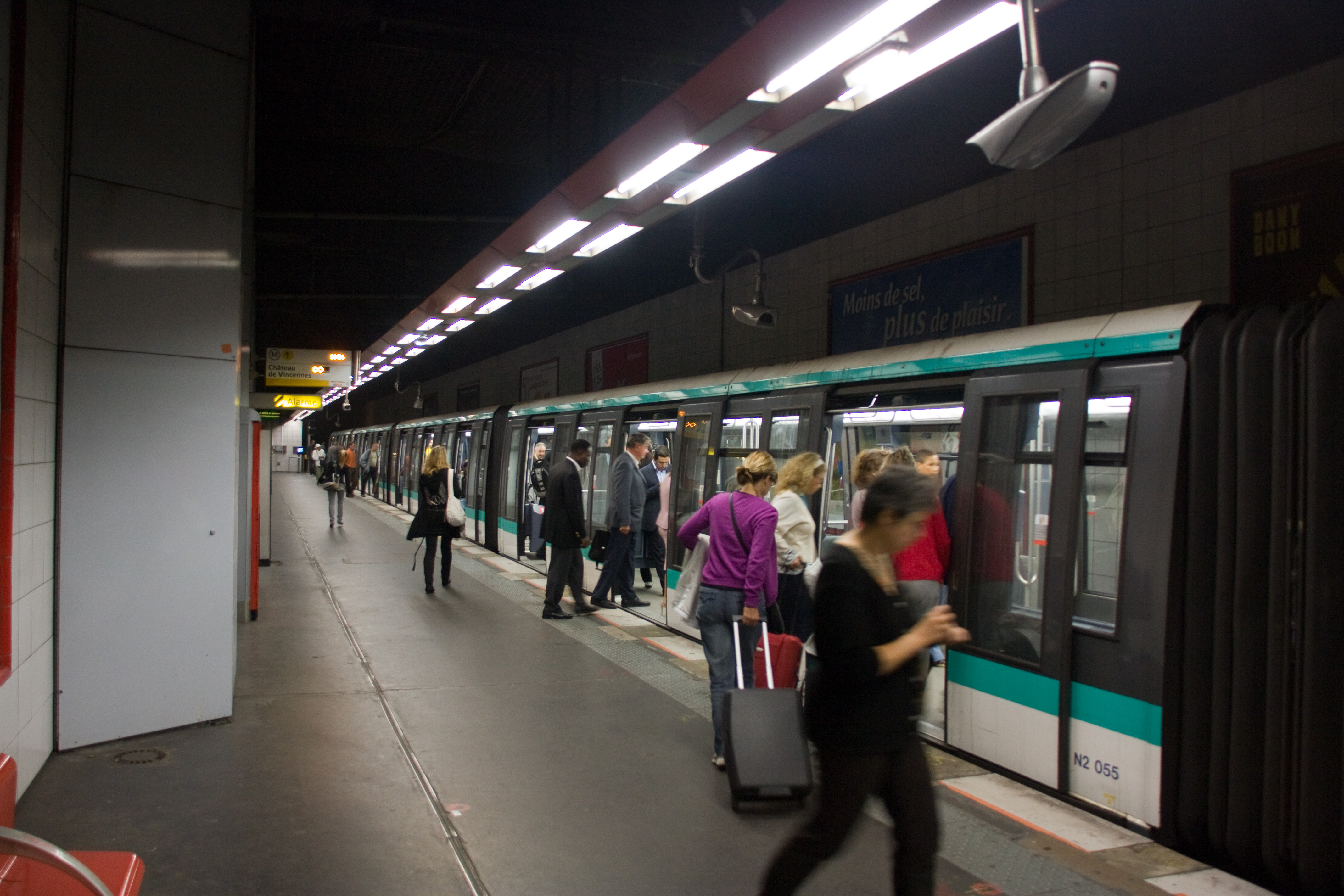
Посадка на поїзд MP 89CC на південній платформі
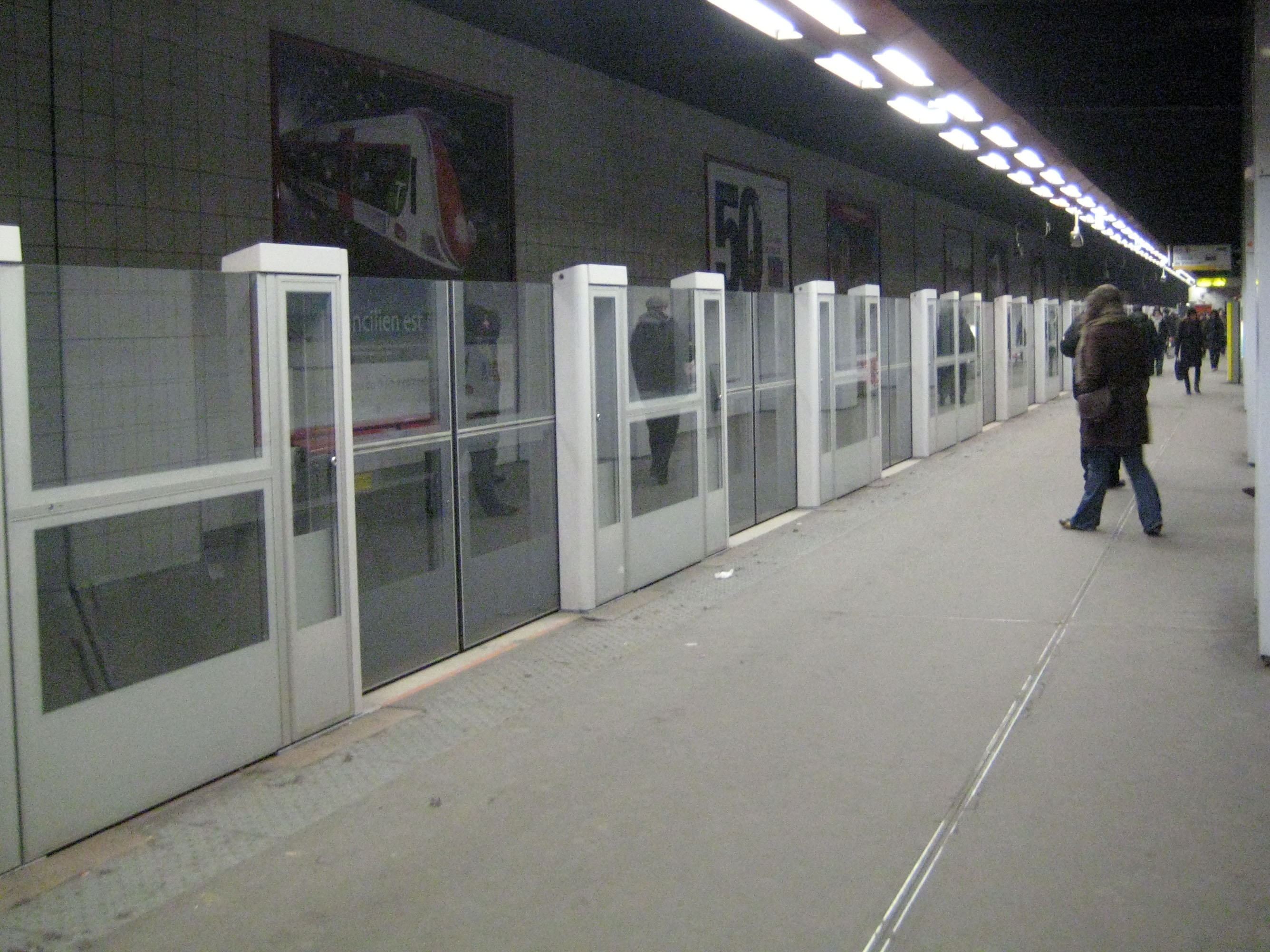
Платформні двері